# Simple sister
Simple sister is een lied van Procol Harum.
Het nummer werd uitgebracht via de uitgifte van het studioalbum Broken barricades in 1971. Voor een uitgebreide heruitgave van genoemd album in 2019 is gesproken met Gary Brooker en Keith Reid, respectievelijk verantwoordelijk voor de muziek en de tekst. Brooker zei dat het nummer gebaseerd is op een riff ontsponnen uit geïmproviseer op de piano, maar had direct de gitaar voor ogen aldus gitarist Robin Trower bij diezelfde uitgave. Brooker noemde het een nummer waarin Procol Harem hardrock speelt.
Reid schreef een tekst over een "onnozel zusje" dat leed aan de zeer besmettelijke ziekte kinkhoest ("whooping cough"). In vroeger tijd was men dan van mening dat alles van de kinderen hadden aangeraakt vernietigd moest worden ("Have to burn her toys") dan wel dat ze niet in contact mocht komen met anderen ("Scare off all the boys"). Haar broertje ziet maar een misogene oplossing; sluit haar op in een cel en gooi de sleutel in de zee.
Simple sister werd op single uitgebracht, maar in slechts een aantal landen. In de Verenigde Staten werd het door A & M Records uitgebracht met als B-kant Song for a dreamer, Trowers eerbetoon aan Jimi Hendrix. In andere uitgaven werd de B-kant het nummer Broken barricades. In Argentinië kwam een Spaanstalige versie op de markt; A & M bracht het daaruit als Hermana Inocente, als B-kant van Pobre Mohamed. Een uitgave in Nederland en/of België is vooralsnog onbekend. Het hit werd het nergens.